# Toxeumella albipes
Toxeumella albipes är en stekelart som beskrevs av Girault 1913. Toxeumella albipes ingår i släktet Toxeumella och familjen puppglanssteklar.
Artens utbredningsområde är:
- Colombia.
- Ecuador.
- Guyana.
- Paraguay.

Inga underarter finns listade i Catalogue of Life.